# 한강철교
한강철교(漢江鐵橋)는 한강의 교량 중 최초로 건설된 교량으로 경부선, 수도권 전철 1호선 노량진역과 용산역 사이를 잇는 철교이다. 1900년 한강 이남으로 노량진역에서 끊겨 있던 경인선을 용산역과 남대문역 (현 서울역)까지 연장하기 위하여 건설된 철도 전용 교량이다. 수도권 전철 1호선의 열차가 이용하는 교량이다.

## 구성
한강철교는 A, B, C, D선의 4개 교량으로 구성되어 있다. A선과 B선은 단선교량이며, C선과 D선은 복선교량이다. 상부구조는 용산방향의 북단은 단순 판형교, 노량진방향의 남단은 트러스교로 구성되어 있다.

간략한 구조도

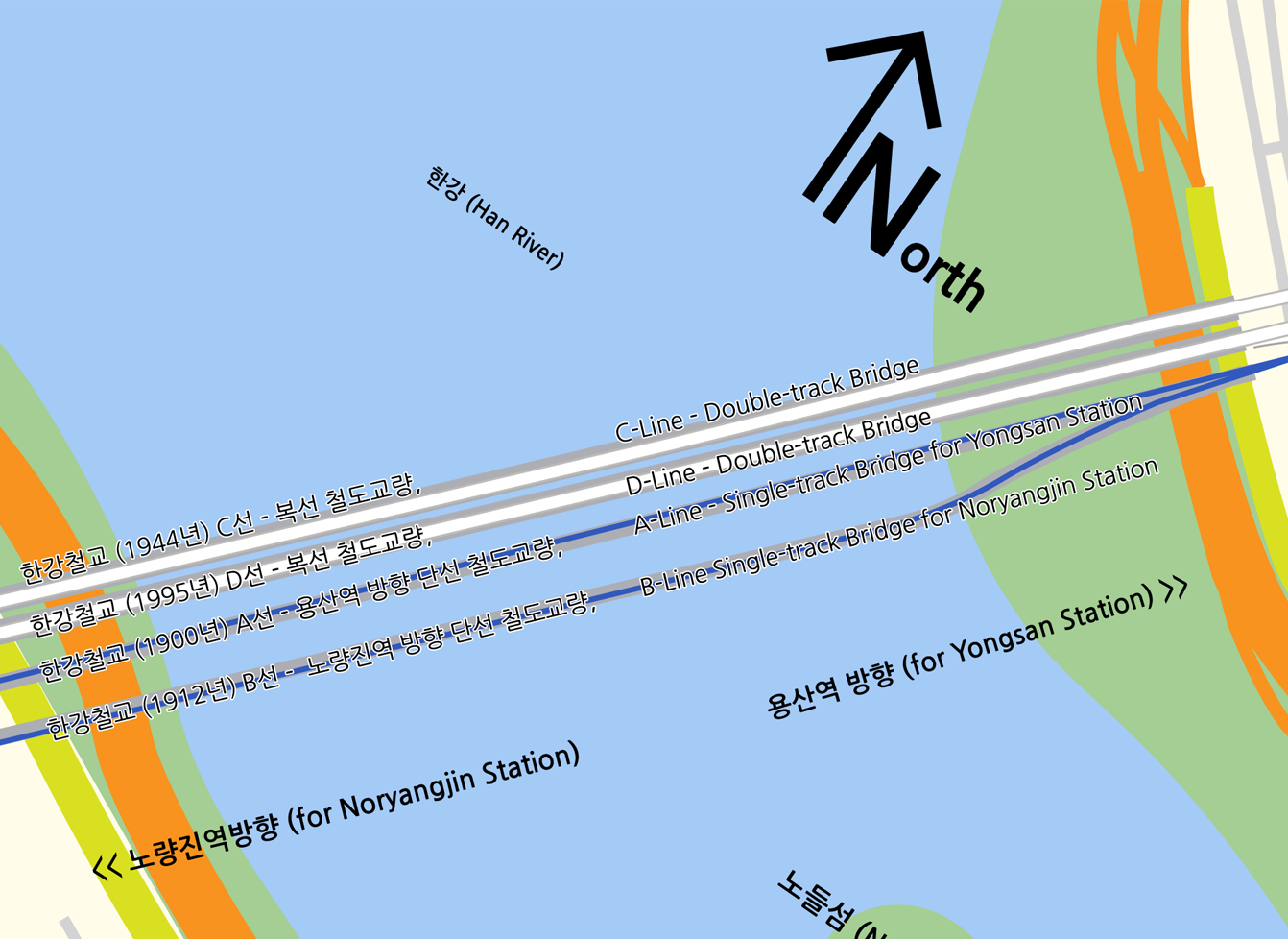
구조도

각각의 구간을 지나는 열차는 다음과 같다.
- A선: 경인선 급행(동인천 - 용산), 경원선(용산삼각선 경유) 이용 임시 여객열차, 일부 화물열차 (용산역 방향)
- B선: 경인선 급행(용산 - 동인천), 경원선(용산삼각선 경유) 이용 임시 여객열차, 일부 화물열차 (노량진역 방향)
- C선: 경부선·경부고속선·호남고속선·동해선·충북선·중앙선·경전선·호남선·광주선·전라선·장항선 KTX·새마을호·KTX-산천·무궁화호·ITX-새마을, 경부선 B급행(서울 - 천안(평일에만)), 일부 화물열차
- D선: 수도권 전철 1호선 완행, 경부선 A급행 (청량리 - 천안·신창)

상부구조는 용산방향의 북단은 단순 경간 20m의 강판형교, 노량진방향의 남단은 트러스교로 구성되어 있다. 그 중에서 A, B선은 단순 싱글 와렌(warren) 트러스교/단순 강상로판형교, C선과 D선은 3경간 연속 더블 프랫(Pratt) 변단면복사재 트러스/단순 강하로판형교로 되어 있는데 A선, B선, C선은 무도상 교량, D선은 유도상 교량이다.
대한제국때 착공한 A, B선과 일제강점기 말기에 개통된 C선은 2006년에 후술할 대한민국의 국가등록문화재로 지정되었다.

## 역사

한강철교에서 본 한강 강변의 모습

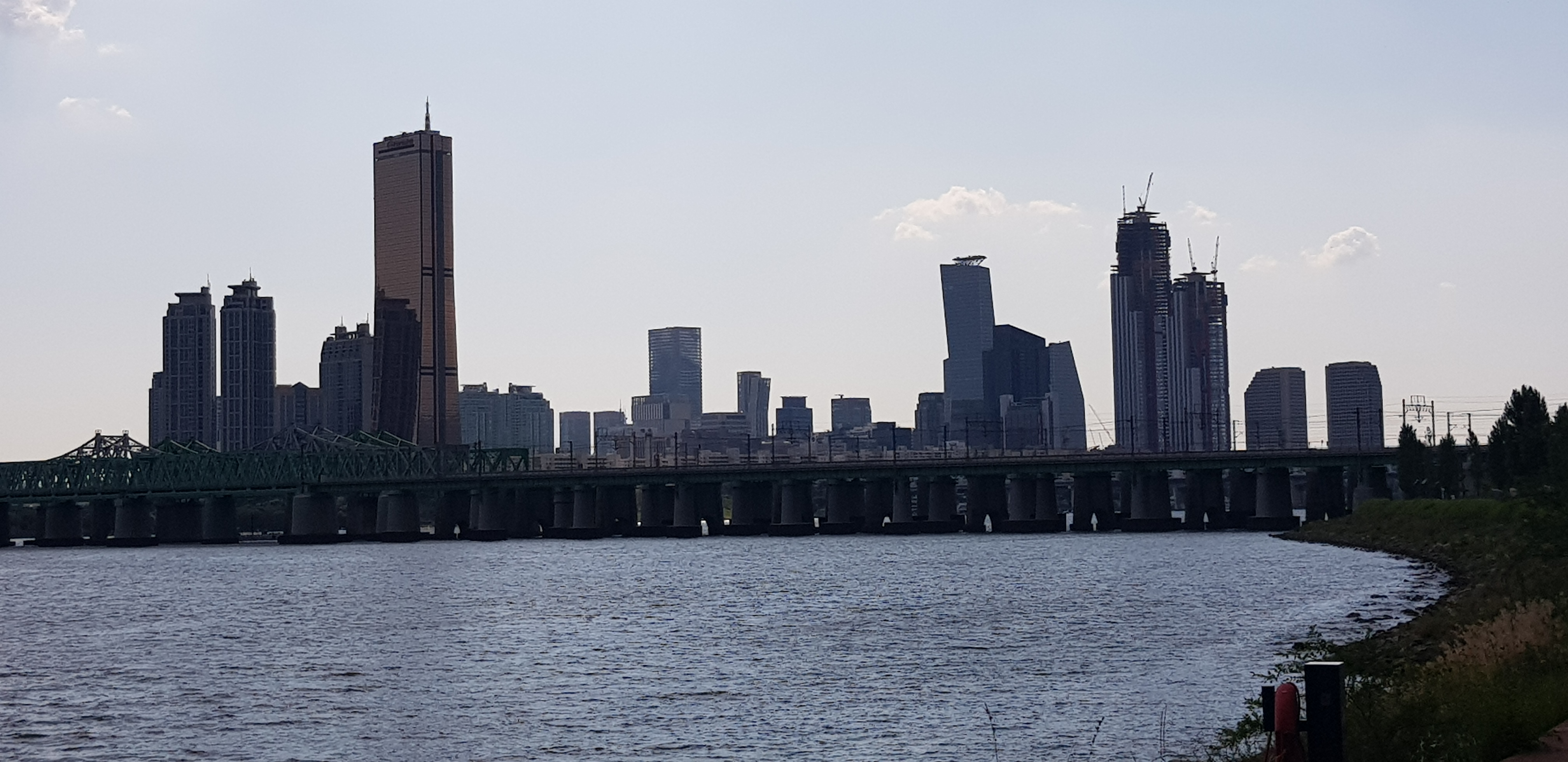
한강철교와 여의도의 모습

### 개요
처음에 정부와 정식으로 교량 건설 계약을 맺은 사람은 미국인 제임스 모스였다. 그는 경인철도 부설권과 함께 교량 가설권도 획득하였다. 처음 계약에 따르면 보행자의 편의를 위하여 다리 한쪽이나 양쪽에 보도를 만들어야 하며, 선박의 운항을 위하여 개폐부를 만들거나 충분히 높게 가설하도록 규정하였다.
1897년 3월 29일 기공식을 갖고 철도 공사가 시작되었으나, 곧 인력난과 재정난으로 어려움을 겪었다. 그에 더하여 일본의 압력으로 위협을 느낀 모스는 철도 부지의 토목 공사가 끝날 무렵 부설권을 일본에 넘겼다. 일본은 계약을 인수한 뒤 공사비가 많이 든다는 핑계로 이미 계약되어 사람이 걸어다닐 수 있는 보도 가설계약을 파기하였다. 일본은 인력난으로 시일을 끌다가 1900년 7월에야 완공되었다. 완공 당시 한강철교는 근대식 토목 공사로는 가장 규모가 컸다.
한강철교에는 교각이 9개였는데, 모스가 그 가운데 제1, 2, 9호 교각을 만들었으나 일본이 안전도 검사를 한 뒤 위험하다고 주장하며 다시 가설하였다. 모스가 만든 교량의 양 기둥으로 그대로 사용하였다. 철교를 만들 때 들어간 재료는 철강이 1,200톤, 벽돌이 120만 장, 시멘트가 5천 포, 석재가 5만 개 이상이며, 상부구조를 이루는 철재는 61미터짜리로 미국산이었다. 완성된 교량은 628.9미터였고, 교각은 위쪽을 뾰족하게 하여 장방형으로 만들었다. 아래 둘레는 8.2미터, 폭은 2.1미터였고, 위쪽 둘레는 7.6미터, 폭 1.8미터이며, 교각의 수면 위 높이는 11.2미터였다. 교량의 상부구조는 하로 트러스/상로 판형교였는데 트러스 양식은 파커트러스교로 추정된다.
경인선 및 한강철교가 개통되기 이전에는 서울에서 인천까지 육로로 12시간, 배편으로 8시간이 걸렸으나, 완공 뒤에는 1시간에서 2시간이 걸렸다. 철교는 그때까지 나루터였던 곳이었으며, 일본인에 대한 반감으로 나룻배를 계속 이용하는 사람도 있었다고 한다. 원래 계약에 있었던 보도 설치는 1917년 인도교(人道橋, 현 한강대교)가 가설됨으로써 이루어졌다.
이어 경부선이 개업하고 경인선과 공용하는 경성 - 영등포 구간의 복선화를 위하여 1912년 10월 A선의 상류측에 동일한 양식의 교량을 병설하여 B선이 개통되면서 복선화되었다. 북쪽 교대는 1925년 을축년 대홍수때 유실되어 다시 세웠으며 이때 벽돌에서 콘크리트 구조로 바뀌었다.
그리고 여러 노선 개통으로 경성(서울)을 기점으로 하는 열차운행횟수의 증가와 중일전쟁과 태평양전쟁 등 일제의 대륙침략전쟁 가속화로 경부선의 완전한 복선화를 위해 1944년 8월 1일 A선의 하류 측에 A·B선과 다른 트러스 양식의 복선 교량을 병설하여 C선이 개통되었다. 이를 계기로 경성 - 영등포 구간을 공용하는 경인선과 경부선이 분리되는 형태로 2복선 구간이 탄생하였다.
1950년 6월 28일 한국전쟁으로 서울이 함락될 위기에 처하자 북한군의 진격을 막기 위해 다리를 모두 폭파했다(한강 인도교 폭파). 하지만 한강 인도교(지금의 한강대교)와는 달리 약간인 파손만 입었기 때문에 북한 육군이 도섭판을 깔고 T-34 전차를 영등포로 직접 투입했을 정도였다. 그러나 북한군이 계속 남진하면서 보급로를 차단할 수 있는 중요한 목표물로 지목되면서 반복적인 폭격으로 많은 부분이 완파되어 교량으로서의 기능을 상실했다. 한국전쟁 당시 투하한 것으로 추정되는 불발탄이 40여년 후 D선 교각 기초공사 때 발견되었을 정도였다. 이후 서울을 탈환한 다음 1951년 미 육군 공병대인 미군 제62공병단에 의해 A선만 가복구했으며, 열차가 임시로 운행하게 되었다. 전쟁이 끝나고 열차 운행이 증가하면서 B선을 1952년부터 복구하기 시작했으며, 1957년 7월 C선을 완전복구하여 복선 운행을 다시 시작하였다.
이후 열차 운행이 증가하고 1965년 경인선 복선화로 C선 하나만으로는 선로용량이 감당할 수 없게되어 전술한 C선의 복구 이후 방치되어 있던 A선과 B선도 1969년 6월에 완전히 복구하여 서울 - 영등포간 복복선의 운행이 재개되었다. 이때 A선과 B선의 트러스를 전면교체하고, 이때 기존 트러스는 후술할 구 완도대교의 건설 등으로 유용되었다.
1980년대 후반부터 경인선의 급속한 승객 증가로 경인선 2복선화가 시작되면서 이미 2복선화 구간이었던 용산-구로 구간의 3복선화가 착수되었다. 이를 위해 A선과 C선 사이 복선철교로 C선과 동일한 양식의 D선을 새로 건설하였으며 D선이 1994년 12월 개통되어 지금의 한강철교가 완성되었다. 기존 A, B선을 사용하는 수도권 전철 본선은 D선으로 바뀌었으며 A, B선은 경인선 2복선화로 운행을 개시한 경인선 급행이 사용하게 되었다.

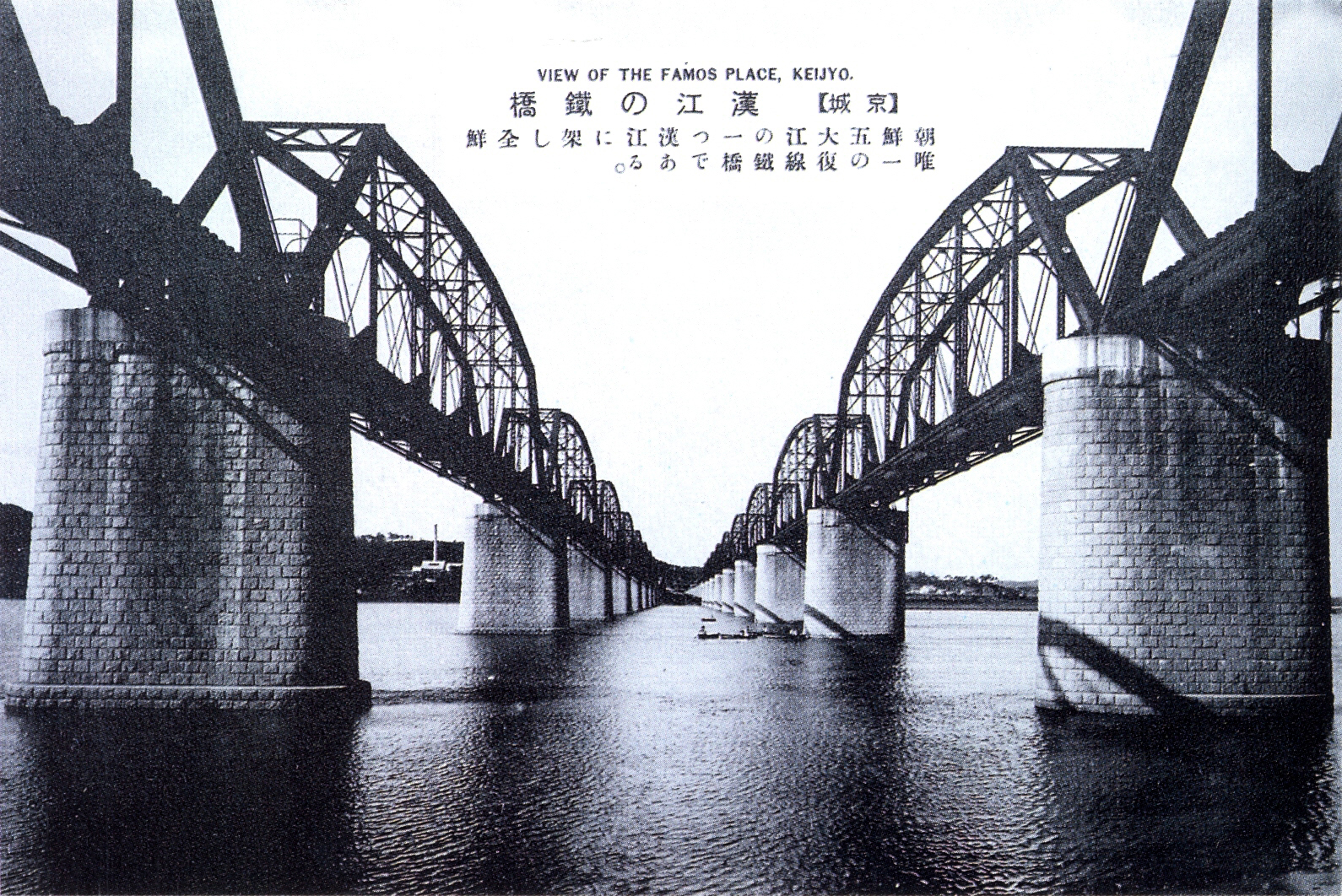
일제 시대 당시 한강철교
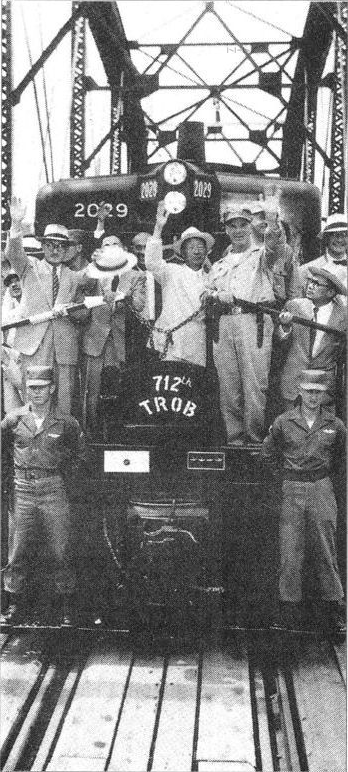
북한의 남침 직후 폭파되었다가 1952년 7월 22일, 2년여만에 복구된 한강철교를 이승만 대통령이 각료 등과 함께 기차를 타고 지나며 손을 흔들고 있다.

### 연혁
- 1897년 3월 29일: 기공식
- 1900년 7월 4일: A선 준공 (익일 개통)[6]
- 1912년 9월: B선 개통
- 1944년 8월 1일: C선 개통
- 1950년 6월 28일: 한국 전쟁으로 A·B·C선 폭파
- 1957년 7월: C선 복구
- 1969년 6월: A·B선 복구
- 1994년 12월: D선 개통

## 문화재 지정
2006년 6월 10일 대한민국의 국가등록문화재 제250호로 지정되었다.
1900년에 건립된 제1철도교(A선)는 우리나라 최초의 철로인 경인철도 건설시 건립된 한강 최초의 다리이다. 이후 1912년에 제2철도교(B선)가, 1944년에 제3철도교(C선)가 건립되었다. 규모 및 구조는 제1철도교가 폭 5.6m, 길이 1,113.6m의 단순 와렌(warren) 트러스, 제2철도교는 폭 5.6m,길이 1,110.07m의 단순 와렌(warren) 트러스, 제3철도교는 폭 10m, 길이 1,113m의 연속 더블 와렌(warren) 트러스 구조이다. 6·25전쟁으로 세 교량 모두 폭파된 것을 1957년에 제3철도교를, 1969년에 제1, 2철도교를 복구하여 오늘의 모습을 갖추게 되었다. 일제강점기에 일제의 식민지배와 수탈에 이용된 현장이었다는 점, 6·25 전란의 고난을 상징하는 점 그리고 산업·경제발전과 교통혁명의 상징이라는 점에서 의미가 있는 시설물로 역사적, 건설사적, 교량사적 가치가 있다.

## 기타
1969년 제1, 2철도교를 복구하면서 기존 트러스 구조물을 전면 교체하였는데, 이 중 일부는 전라남도의 완도대교 가설 공사에 사용되었다. 이렇게 가설된 완도대교는 한강철교를 꼭 빼닮은 모양으로 1968년에 개통되어 완도군 교통의 중심 역할을 하였다. 이후 1985년까지 사용되다가 2012년 신완도대교 개통으로 철거되었다.

## 참고 서적
- 《서울 구로간 3복선 전철건설지》, 철도청, 1996년